# Камски хрчак
Камски хрчак (лат. Cricetulus kamensis) је врста хрчка, који је ендемит централне Кине. Име је добио по тибетској области Кам, одакле је описана типска јединка.

## Распрострањење
Ареал камског хрчка је ограничен на једну државу – Кину.

## Станиште
Станишта врсте су планине, поља риже и травна вегетација. 

## Угроженост
Ова врста је наведена као последња брига, јер има широко распрострањење и честа је врста.